# Хазер, Рикарда
Рикарда Хазер (нем. Ricarda Haaser; род. 10 сентября 1993, Инсбрук) — австрийская горнолыжница, выступающая за сборную Австрии с 2010 года. Бронзовый призёр чемпионата мира 2023 года. Участница Олимпийских игр в Пхёнчхане.

## Биография
Рикарда Хазер родилась 10 сентября 1993 года в Инсбруке, Тироль. Училась в начальной и средней школах в Эбен-ам-Ахензе, затем поступила в специализированную лыжную школу в Зальфельден-ам-Штайнернен-Мере.
В 2006 и 2008 годах достаточно успешно выступала на школьных национальных соревнованиях, в сезоне 2008/09 дебютировала в гонках Международной федерации лыжного спорта (FIS). Участвовал в Европейском юношеском Олимпийском фестивале в Щирке, где в зачёте гигантского слалома закрыла десятку сильнейших.
В январе 2010 года на соревнованиях в Хаусе одержала победу в суперкомбинации, это была первая её победа в гонках FIS в составе австрийской национальной сборной.
Зимой 2010/11 дебютировала в Кубке Европы, на отдельных этапах сумела финишировать в очковой зоне.
В феврале 2012 года впервые поднялась на подиум Кубка Европы, показав второй результат в суперкомбинации на соревнованиях в Селла-Нивеа. В том же сезоне поучаствовала в чемпионате мира среди юниоров в Роккаразо, заняла 12-е место в супергиганте и вместе со своими соотечественницами стала четвёртой в командном зачёте.
Сезон 2013/14 оказался не очень удачным, но в следующем сезоне последовали призовые места на Кубке Европы, в том числе две победы на отдельных этапах. Несмотря на полученный перелом лодыжки и преждевременное завершение сезона, Хазер сумела выиграть общий зачёт гигантского слалома — на оставшихся этапах никто не смог её догнать.
В ноябре 2015 года Рикарда Хазер заработала первые очки Кубка мира, заняв 24-е место в гигантском слаломе на этапе в Аспене. При этом лучший результат она показала в марте 2016 года, став десятой в комбинации на этапе в Ленцерхайде.

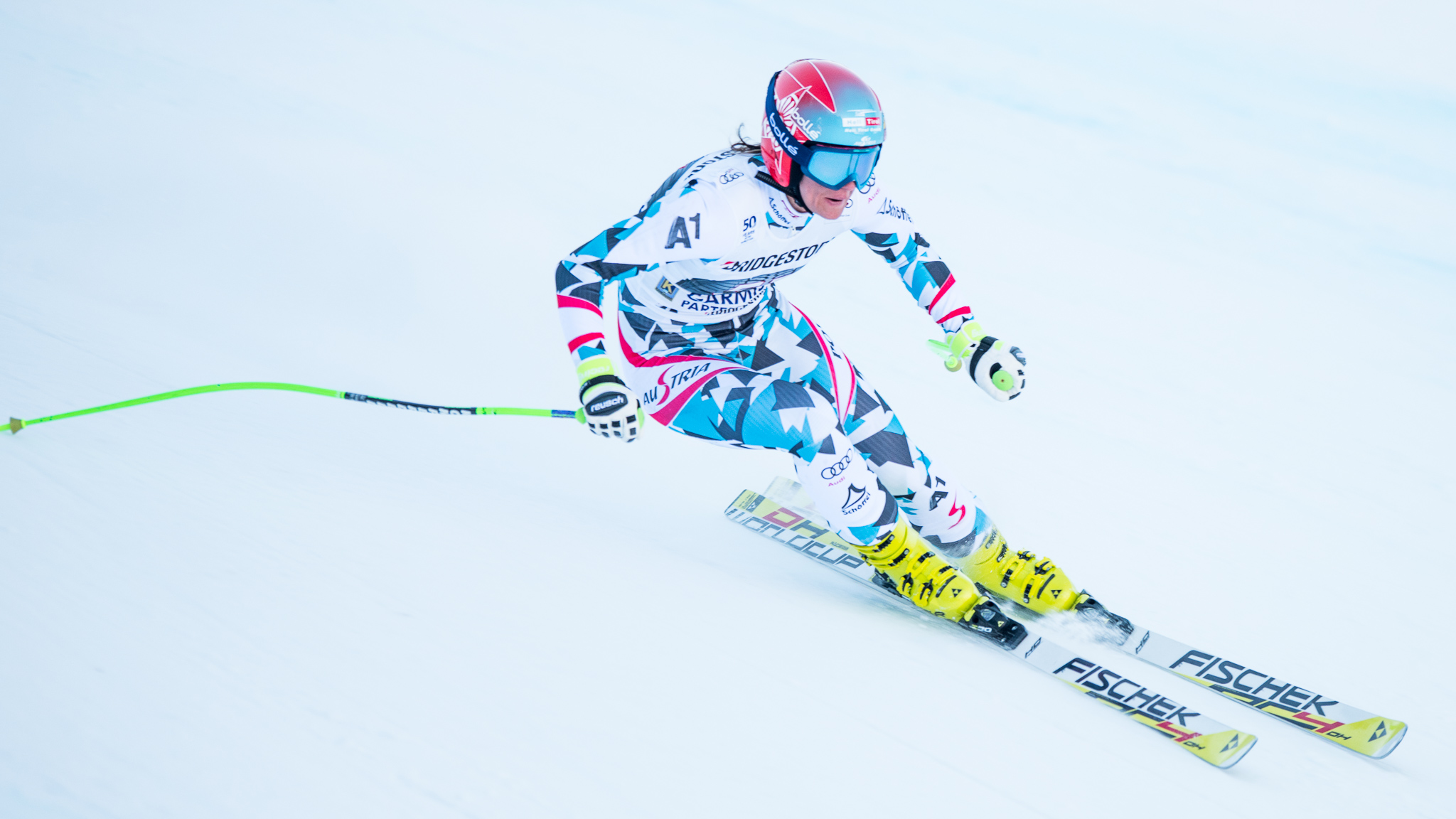
2017 год

В следующем сезоне попала в десятку сильнейших в гигантском слаломе на этапе в Земмеринге, а также в скоростном спуске и супергиганте на этапе в Гармиш-Партенкирхене. В феврале 2017 года впервые приняла участие во взрослом чемпионате мира в Санкт-Морице, где в программе комбинации была девятой.
Благодаря череде удачных выступлений удостоилась права защищать честь страны на зимних Олимпийских играх 2018 года в Пхёнчхане. Стартовала здесь в гигантском слаломе и комбинации — заняла в данных дисциплинах 17-е и 13-е места соответственно.
В 2019 году выступила на мировом первенстве в Оре, заняла 15-е место в гигантском слаломе, тогда как в комбинации не показала никакого результата — не смогла финишировать в слаломе.
В феврале 2023 года на чемпионате мира в Мерибеле завоевала бронзовую медаль в комбинации, уступив по общему времени двух дисциплин чемпионке Федерике Бриньоне 2,26 сек.